# 具同站
具同站（日语：／ Gudō eki */?）是一位於日本高知縣四萬十市具同、隸屬於土佐黑潮鐵道的鐵路車站。車站編號為TK41。車站位於中村市郊區地方，附近亦設有商業設施。

## 車站結構
車站位於國道56號及高知縣道346號交界的連接道，採用高架形式建造。有以水泥建成的樓梯連接路面及月台。地面則設有單車停泊場、簡易式洗手間一座及專為傷殘人士使用的洗手間。
月台及地面部份以樓梯連接，沿樓梯而上到達月台，可以看到旁邊建有趟門式的候車室。

### 月台配置

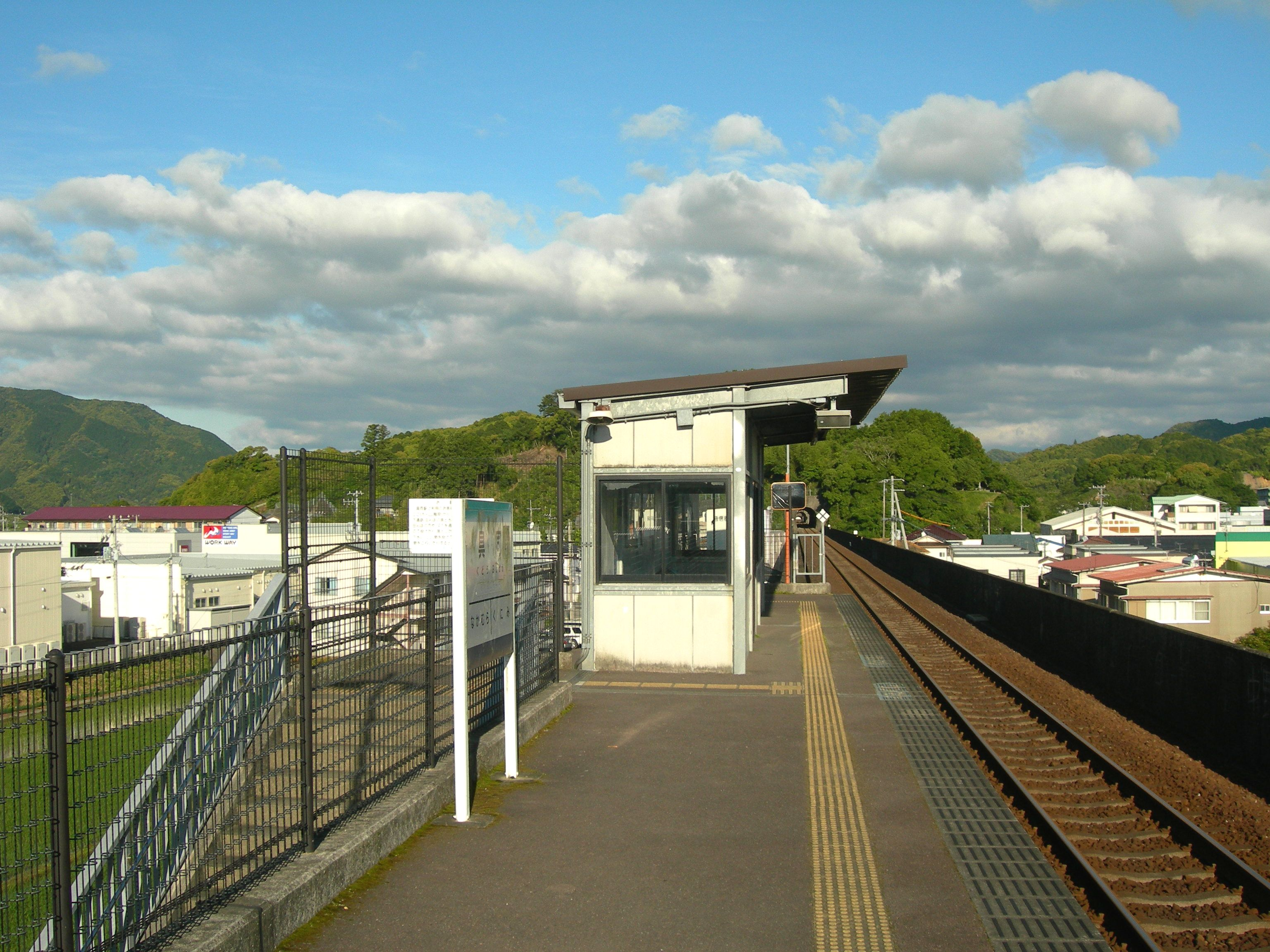
月台及候車室。

與宿毛線上大部份車站一樣，因採用簡易車站模式，所以皆在月台上建有一座以木板及鐵片所建成的有蓋候車室，附有玻璃窗、趟門及獨立式塑膠候車座椅。月台長度約為40米，有效長度為2輛。列車靠站時，往宿毛站方向為左邊車門打開，往中村站則右邊車門打開。
| 路線    | 方向 | 目的地         |
| ------- | ---- | -------------- |
| ■宿毛線 | 下行 | 宿毛方向       |
| ■宿毛線 | 上行 | 中村、窪川方向 |

## 歷史
- 1997年10月1日：隨宿毛線開通而開業。

## 使用狀況
車站附近設有大型購物商場，亦屬於民居較多的區域，使用人數較其他無人站為多。根據國土交通省「國土數值情報」，以下為1日平均上下車人次：
| 年度 | 1日平均 乘降人次 | 1日平均 乘降人次 |
| ---- | ---------------- | ---------------- |
| 2011 | 91               |                  |
| 2012 | 86               |                  |
| 2013 | 82               |                  |
| 2014 | 79               |                  |
| 2015 | 106              |                  |
| 2016 | 99               |                  |
| 2017 | 80               |                  |
| 2018 | 80               |                  |
| 2019 | 79               |                  |
| 2020 | 70               |                  |
| 2021 | 75               |                  |
| 2022 | 62               |                  |

## 相鄰車站
土佐黑潮鐵道
■宿毛線
■特急「足摺」6、7號，「四萬十」4號
通過
■普通
中村（TK40）－具同（TK41）－國見（TK42）

## 外部連結
- 土佐黑潮鐵道具同站官方網頁